# Gare de Chlef
La gare de Chlef (en arabe : محطة الشلف), anciennement appelée gare PLM d'Orléansville, est une gare ferroviaire algérienne située sur le territoire de la commune de Chlef, dans la wilaya de Chlef.

## Situation ferroviaire
La gare se situe sur la ligne d'Alger à Oran, où elle est précédée de la gare d'Oum Drou et suivie de celle de Oued Sly.

## Histoire
Le 8 avril 1857, un décret impérial stipule : « qu’il sera créé en Algérie un réseau de chemins de fer embrassant les trois provinces ». Ce réseau se composera essentiellement de deux grandes lignes : la première parallèle à la mer, partant à l’est, reliant Alger et Constantine et à l’ouest, reliant Alger à Oran, en passant près d'Orléansville (Chlef). Une seconde reliant à l’est les principaux ports maritimes et à l’ouest Ténès à Orléansville (Chlef). L'établissement d'une gare à Orléansville est approuvé lors d'une séance du conseil du gouvernement le 8 avril 1868.

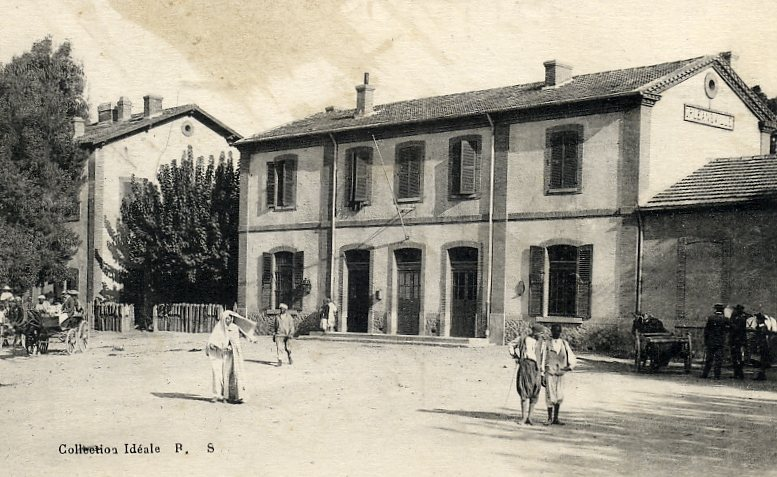
La gare d'Orléansville (construite en 1868).

La gare est construite par l’architecte français et directeur de l’atelier d’architecture à l’École des beaux-arts d’Alger André Mermet (né le 17 septembre 1844). Elle est inaugurée avec l'arrivée du train en provenance d'Oran en janvier 1870, tandis que le train provenant d'Alger entre en gare le 31 décembre 1870.
La gare est dévastée par le séisme de 1954,, puis reconstruite et inaugurée en 1956.
Le 15 janvier 1870, le tronçon Orléansville - Relizane entre en service. Le 31 décembre 1870, mise en service du tronçon Affreville (Khemis Miliana) – Orléansville. En 1900, un décret approuve l'établissement d'un dortoir à la gare d'Orléansville par la Compagnie des chemins de fer de Paris à Lyon et à la Méditerranée. L'inauguration de la ligne Orléansville - Ténès a lieu en 1923. La ligne Orléansville - Ténès est fermée le 15 septembre 1937.

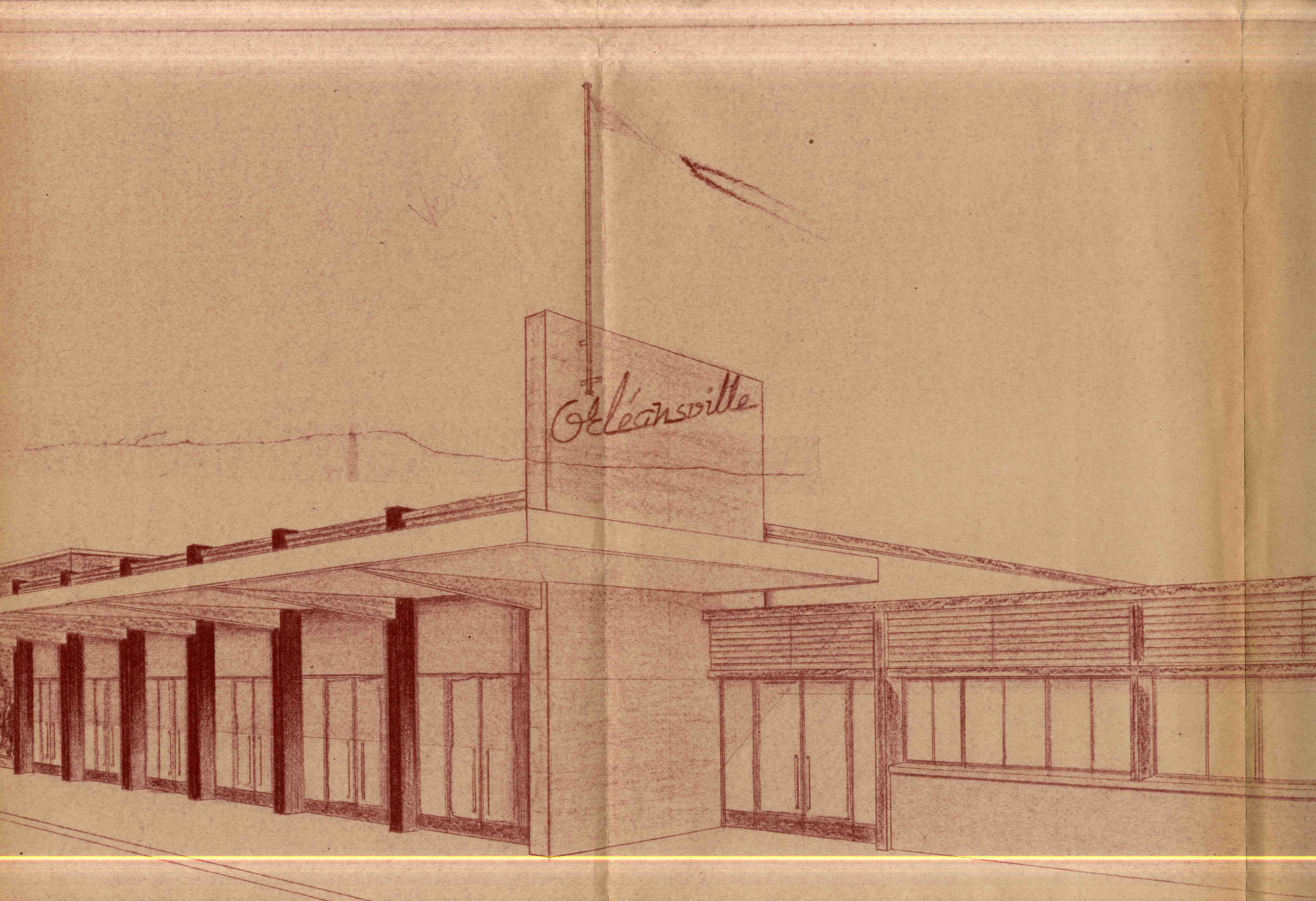
Dessin du projet de la gare d'Orléansville.

La gare est de nouveau victime d'un tremblement de terre le 9 septembre 1954
Le 3 février 2008, la gare est le point de départ du record de vitesse d'un train algérien entre Chlef et Oran, vitesse atteinte 177 km/h.
Le 3 août 2008, a lieu l'inauguration de la ligne Chlef - Alger par le train autorail CAF ZZ 22. Le 7 août 2013, inauguration de la ligne Chlef - Oran  par le train autorail CAF ZZ 22.
Le 2 mars 2018, inauguration de la ligne Alger - Oran, avec un seul arrêt à Chlef par le train Alstom Coradia ZZe-30. 

## Service des voyageurs

### Accueil
La gare dispose de nombreux services destinés aux voyageurs, notamment un bureau d'accueil général, une salle d'attente et un kiosque. Une pharmacie se trouve à 100 m de la gare, un hôtel 5 étoiles Mirador Palace, deux restaurants et une cafeteria, une mosquée à 200 m au nord de la gare.

### Desserte
La gare de Chlef est desservie par :
- les trains grandes lignes de la liaison Alger - Oran[15] ;
- les trains régionaux des liaisons :
  - Alger - Chlef[16] ;
  - Oran - Chlef[17] ;
  - Chlef - Khemis Miliana[18].
  - Chlef - El Afroune[19].

### Intermodalité
La gare dispose d'un parking gratuit non couvert et d'un parking payant à 150 m au nord-ouest. Elle dispose d'une station de taxis.
Elle est le terminus des lignes de bus de l'Entreprise de transport urbain de Chlef (ETUC) :
- 1 : Hay Nasr  ⇔ Gare ferroviaire ;
- 2 : Hay Hassania ⇔ Nouvelle ville ⇔ Gare ferroviaire ;
- 3 : Hay Bradai ⇔ Gare ferroviaire ;
- 4 : Gare routière (SOGRAL) ⇔ Station du 5 juillet ⇔ Station de Tazgaït ⇔ Gare ferroviaire ;
- 5 : Hay El Houria ⇔ Gare ferroviaire.

## Galerie

Sélection de vues
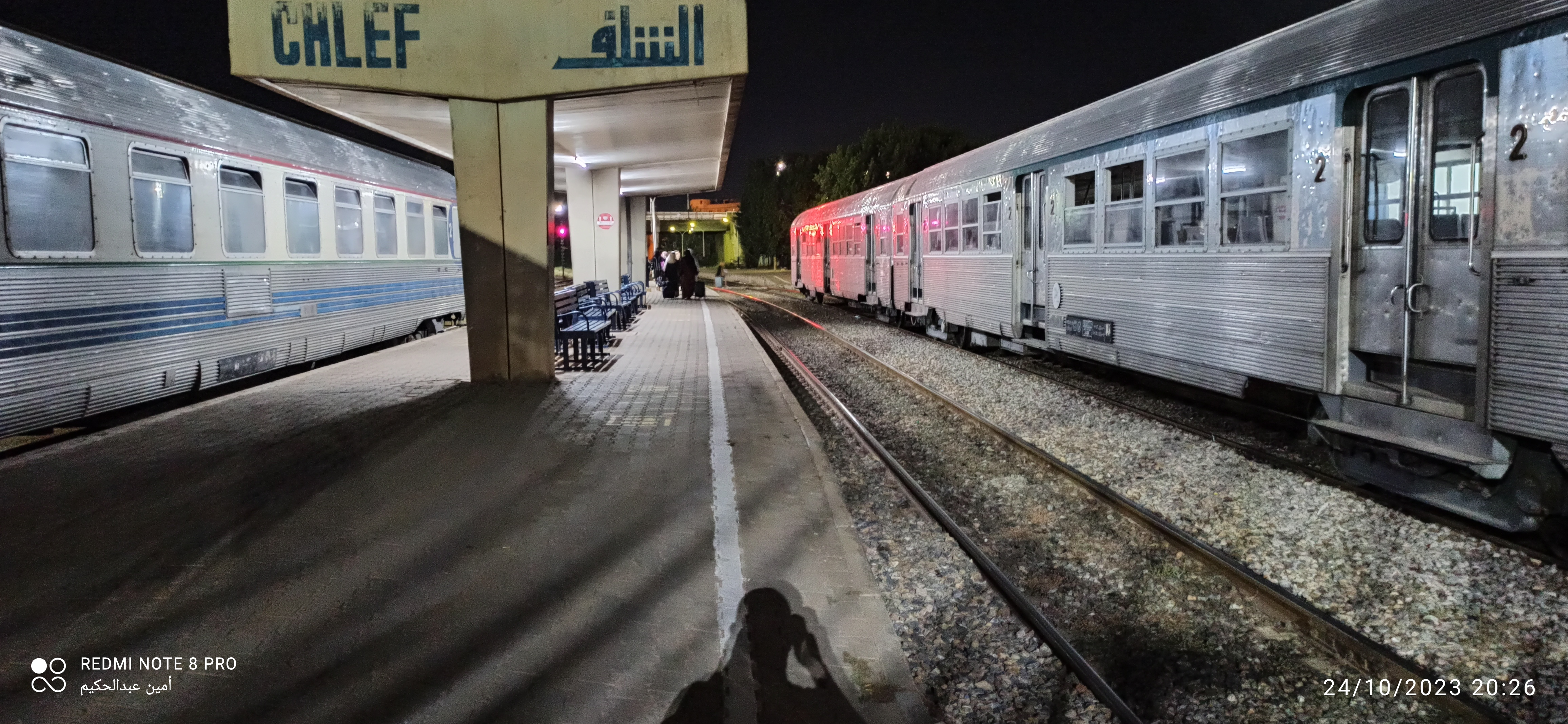
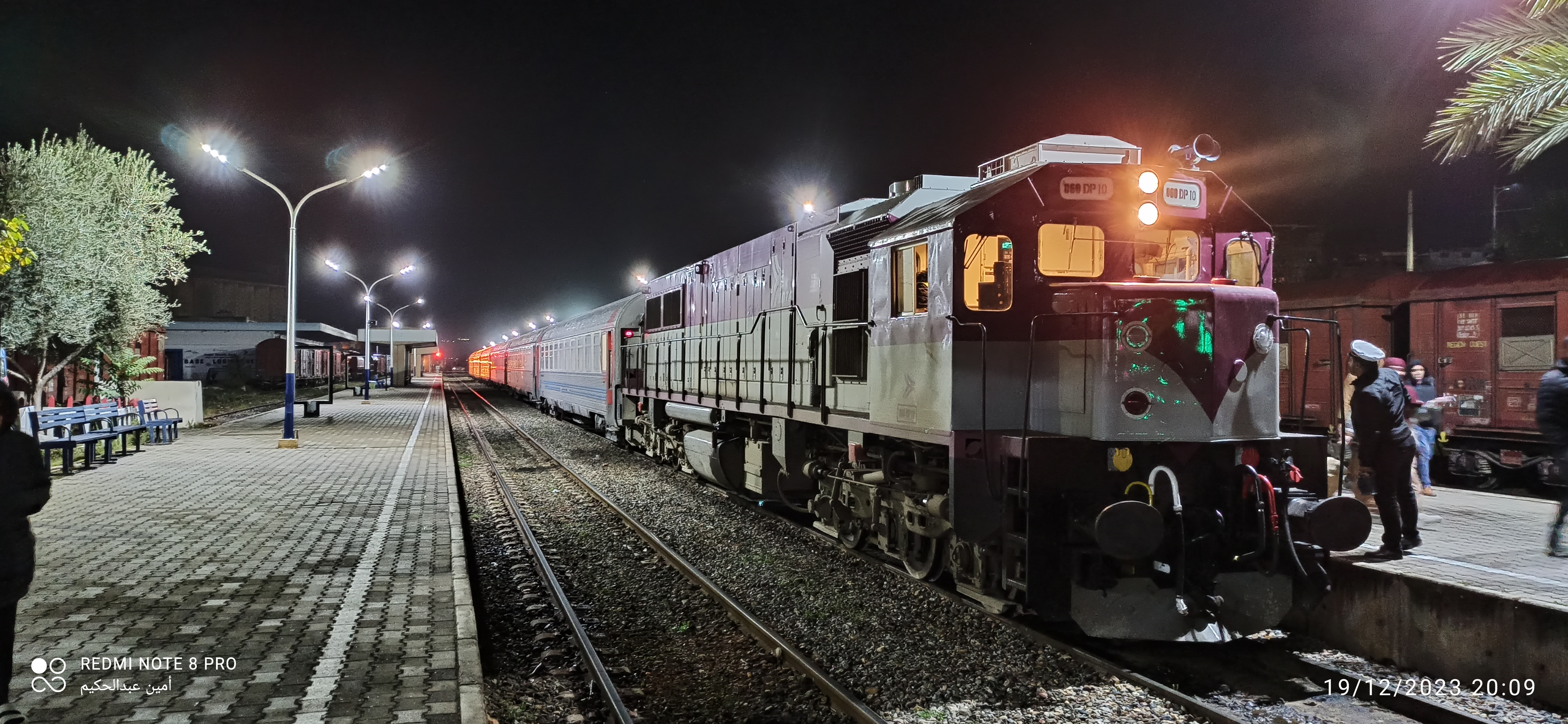
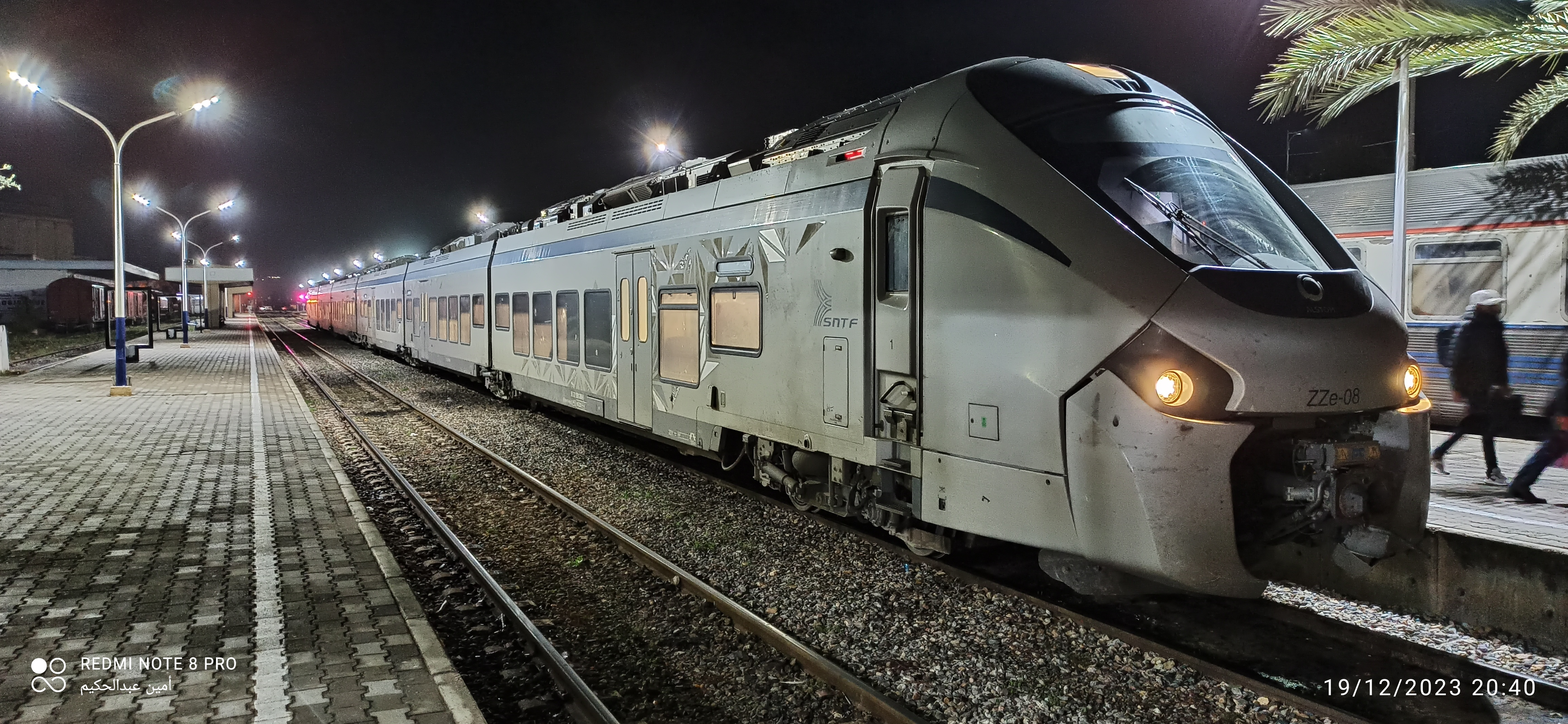
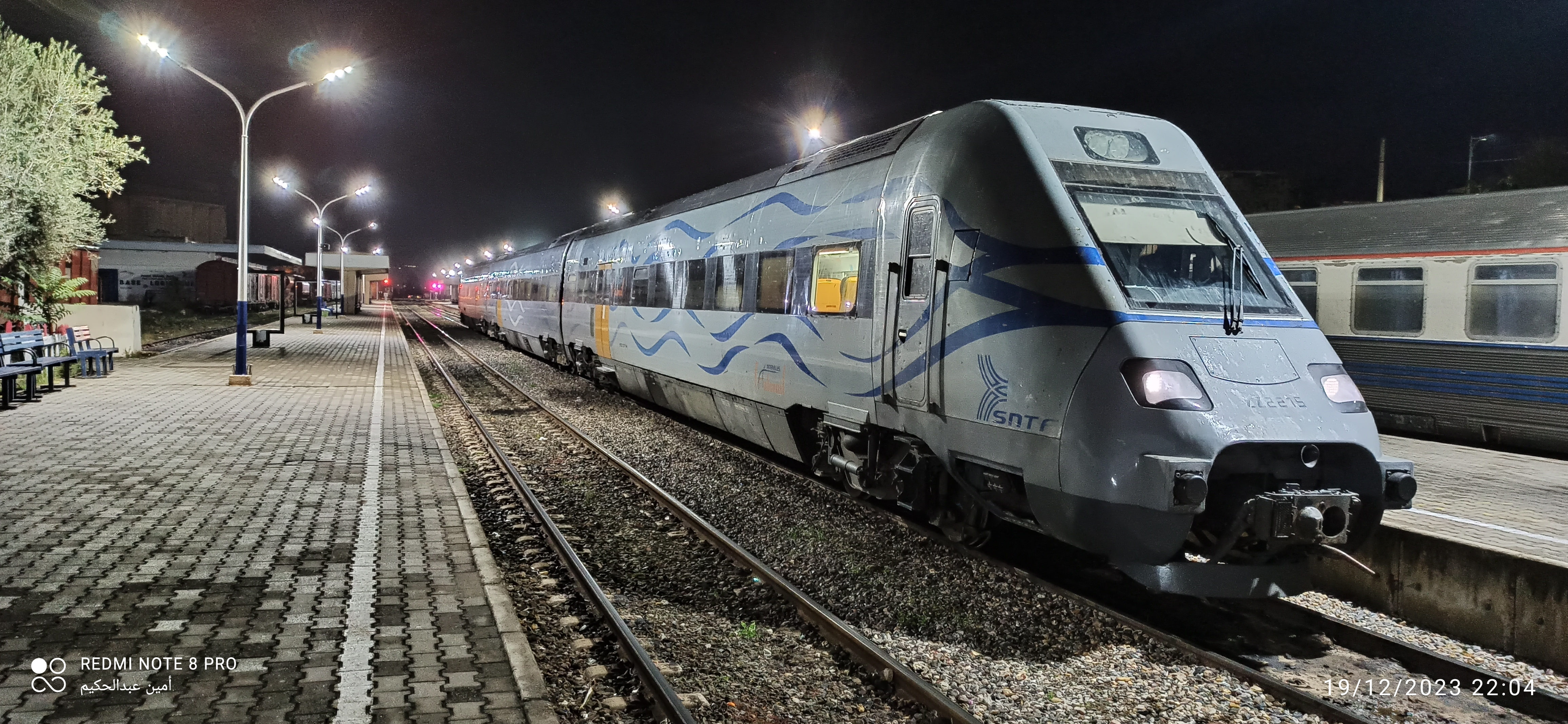
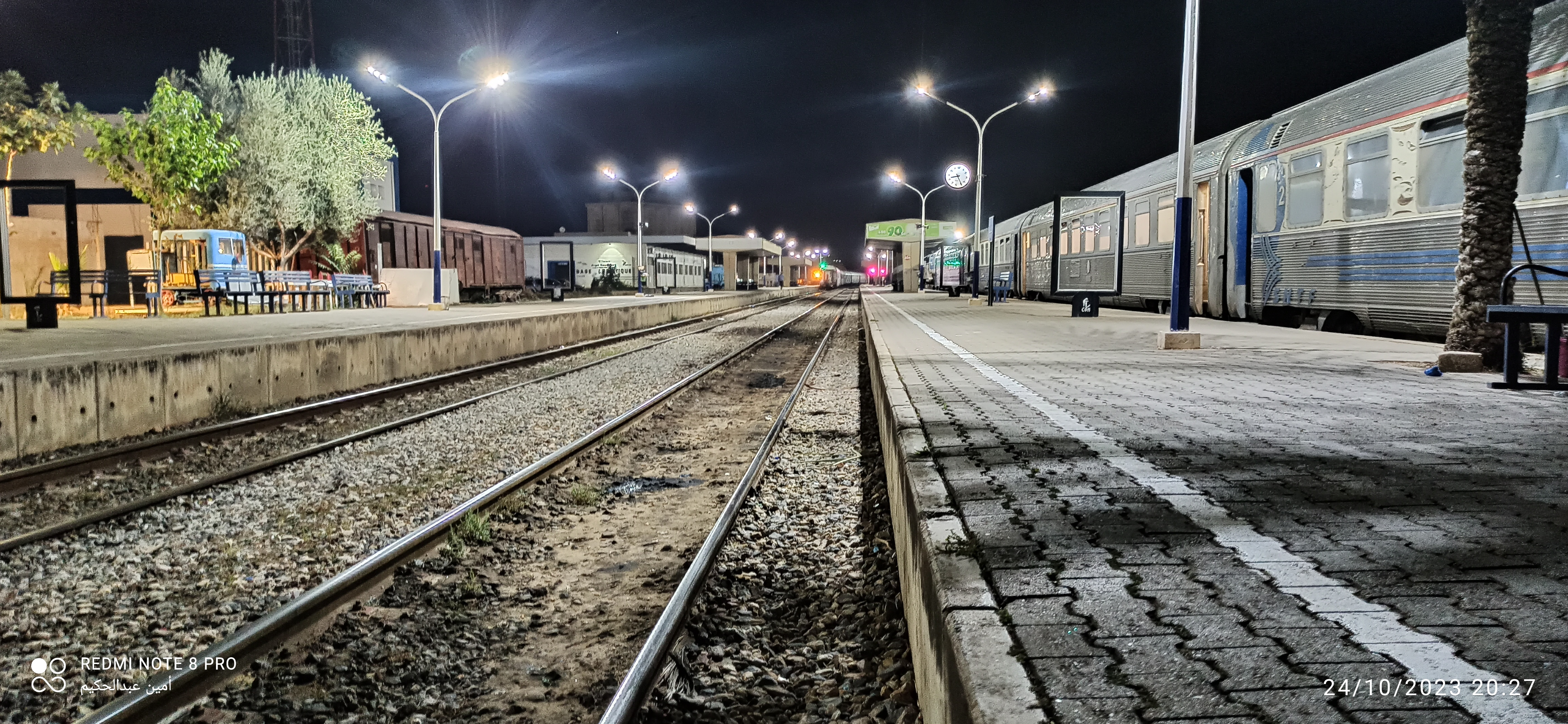